# Distrito de Lwówek Śląski
Lwówek Śląski (polaco: powiat lwówecki) es un distrito (powiat) del voivodato de Baja Silesia (Polonia). Fue constituido el 1 de enero de 1999 como resultado de la reforma del gobierno local de Polonia aprobada el año anterior. Limita al sur con la República Checa y con otros cuatro distritos: al norte con Bolesławiec, al este con Złotoryja, al sur con Jelenia Góra y al oeste con Lubań; y está dividido en siete municipios (gmina), todos ellos urbano-rurales: Gryfów Śląski, Lubomierz, Lwówek Śląski, Mirsk y Wleń. En 2011, según la Oficina Central de Estadística polaca, el distrito tenía una superficie de 709,69 km² y una población de 47 083 habitantes.